# USS Philadelphia (1799)
La USS Philadelphia fu una fregata statunitense varata nel 1799 ed affondata nel porto di Tripoli dopo la sua cattura.
La nave faceva parte del programma di rinforzo alle sei fregate originali della US Navy, che venne autorizzato dal Congresso statunitense del 30 giugno 1798 sotto forma di cinque fregate e varie navi minori tra brigantini e sloop-of-war. Originariamente battezzata City of Philadelphia, venne costruita nella città omonima dopo che in un mese vennero raccolti 100.000 dollari statunitensi in una pubblica sottoscrizione. Stephen Decatur Sr. ne prese il comando il 5 aprile 1800 contemporaneamente alla sua accettazione in servizio.

## Servizio
La nave venne assegnata alla stazione della Guadalupa nel 1800 durante la Quasi-guerra con la Francia. Qui ricatturò cinque navi americane catturate da corsari francesi, e sei navi corsare. Nel marzo 1801 venne preparata per una crociera nel Mediterraneo dove avrebbe dovuto proteggere gli interessi statunitensi contro i pirati barbareschi, e partì per unirsi allo squadrone del Mediterraneo comandato da Dale. Arrivata a Gibilterra il 1 luglio, venne mandato insieme allo squadrone a bloccare dal mare Tripoli, in risposta ad una minaccia di guerra da parte del dey locale, pascià Yusuf Karamanli. La nave ripartì da Gibilterra nell'aprile 1802 e arrivata in patria venne messa in ordinaria, cioè in stato di parziale disarmo con equipaggio ridotto, fino alla sua reimmissione in servizio il 21 maggio 1803, per ritornare nel Mediterraneo. Il 24 agosto arrivò a Gibilterra e due giorni dopo ricatturò una nave mercantile presa dai corsari, insieme alla sua catturatrice, la nave del dey Mirboka con 24 cannoni e 100 uomini di equipaggio, riportando entrambe a Gibilterra.

## La sua cattura e l'affondamento

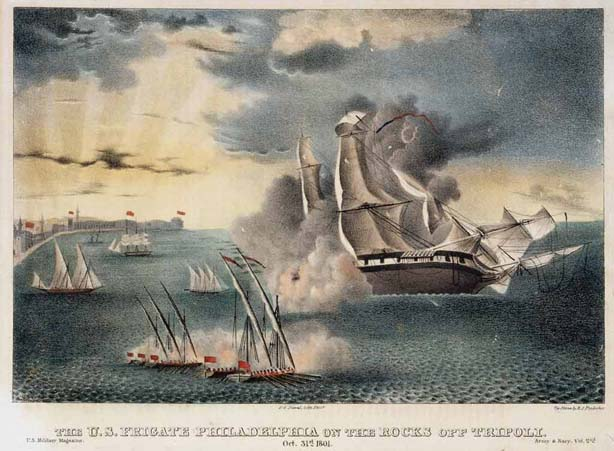
La USS Philadelphia arenata viene attaccata dai corsari

Nell'ottobre del 1803 la nave USS Philadelphia si arenò durante un pattugliamento sotto costa e i corsari non si fecero sfuggire l'occasione. Assaltarono la nave dando luogo a un violento scontro a fuoco con l'equipaggio della Philadelphia. Nonostante la resistenza opposta dall'equipaggio del Philadelphia, i corsari riuscirono a impadronirsi dell'imbarcazione dopo diversi tentativi dei marinai di affondarla, prima che potesse cadere in mano nemica.
Circa trecento membri dell'equipaggio, tra i quali c'era anche il comandante William Bainbridge, vennero fatti prigionieri. Ai corsari riuscì infine di portare l'imbarcazione fino all'entrata del porto di Tripoli, dove fu ancorata e usata come batteria costiera contro un eventuale tentativo degli americani di assaltare il porto. La notte del 16 febbraio 1804 però il capitano Stephen Decatur Jr. decise di attaccare il porto di Tripoli con l'ausilio della USS Intrepid, un'imbarcazione di modeste dimensioni sottratta in precedenza ai corsari e successivamente rimessa in servizio con la marina statunitense.
Assieme a un piccolo gruppo del primo reggimento dei Marines, Decatur riuscì a prendere il controllo dell'USS Philadelphia, che venne immediatamente autoaffondata.
L'equipaggio, compreso Bainbridge, venne detenuto per diciannove mesi, e liberato solo dopo il ripetuto bombardamento di Tripoli da parte di uno squadrone statunitense comandato da Edward Preble e dopo la battaglia di Derna del 27 Aprile 1805 che fu il primo sbarco nella storia dei Marines statunitensi.